# Эйнгорн, Пауль
Пауль Эйнгорн (также Пауль Эйнхорн, латыш. Pauls Einhorns, нем. Paul Einhorn; родился в Гросс-Экау, ум. 25 мая 1655, Митау) — балтийско-немецкий, курляндский историк, писатель, лютеранский пастор и суперинтендент лютеранской церкви Курляндского герцогства. Автор одной из первых книг по истории Ливонии, латышской мифологии и языка — «Historia Lettica» (1649).

## Биография
Пауль Эйнгорн — внук второго суперинтендента Курляндии Александра Эйнгорна. Его отец также был лютеранским священником и жил в Гросс-Экау (точная дата рождения Пауля неизвестна, вероятно, он родился в конце 1500-х годов). 
Как и дед и, вероятно, отец, юноша получил  классическое образование в Ростокском университете, поступив туда в 1615 году. 
С 1621 года он начал пасторскую службу в поместье курляндской герцогини Луизы Шарлотты (1645-1676) Gut Grenzhof. 
В 1627 году молодой священник прославился статьями об идолопоклонничестве латышей. 
С 1634 года он служит в Митау, при дворе курляндского герцога Якоба. 
С 1636 года он — курляндский суперинтендент. В том же году он опубликовал историческую статью об обращении латышей в лютеранство в Курляндском герцогстве. 
В 1645 году вместе с дурбенским священником Топиусом Эйнгорн представлял Курляндию на Colloquium charitativum в польском Торуне, подписав документ о попытке рекатолизации в Речи Посполитой, вассалом которой была и Курляндия. 
В 1649 году в Дорпате опубликовал первую основательную книгу по истории и этнографии латышского народа «Historia Lettica, das ist Beschreibung der Lettischen Nation». Её полное название ясно показывает содержание: "Это описание латышской нации, в котором рассказывается о латышах как стародавних жителях Лифляндии, Курляндии и Семигалии, их именах, религиях, самоуправлении, какими они были в языческие времена, а также об их обычаях, привычках, природе и т.д." [..].
Пауль Эйнгорн скоропостижно скончался в Митау 25 мая 1655 года, с церковной кафедры бурно осуждая введение нового григорианского календаря.

## Труды
- Widerlegung der Abgötterei und Aberglaubens («Опровержение идолопоклонства и суеверий»), 1627
- Wider den Abergläubigen Missbrauch der heiligen Schrift («Против суеверного использования Священных Писаний»), 1627
- Reformatio gentis Letticae in Ducatu Curlandiae (Реформация латышского народа в Курляндском герцогстве), 1636
- Historia Lettica, das ist Beschreibung der Lettischen Nation in welcher von der Letten als alten Einwohner und Besitzer des Lieflandes, Curlandes und Semgallen Namen, Uhrsprung oder Ankunfft ihrem Gottes-Dienst, ihrer Republica oder Regimente so sie in der Heydenschafft gehabt, auch ihren Sitten, Geberden, Gewonheiten, Natur und Eigenschaften etc. gruendlich und uembstaendig Meldung geschickt. Der Teutschen Nation und allen der Historischen Warheit Liebhabern zu einem noethigen Unterricht zusammen getragen und in den Druck verfertiget durch Paulum Einhorn, Fuerstlichen Curlaendischen Superintendenten P.M. Dorpat in Liefland, 1649